# Lista instituțiilor din subordinea Academiei Române
În subordinea Academiei Române se află o serie de instituții, clasificate în institute, centre și fundații. Scopul acestora este „dezvoltarea științei, literelor și artelor în țară, prin realizarea programelor de interes național, a programelor fundamentale și prioritare”.

## Instituții

### Institute
| Instituție                                                                            | Localitate  | Sit oficial |
| ------------------------------------------------------------------------------------- | ----------- | --- |
| Arhiva de Folclor a Academiei Române                                                  | Cluj-Napoca | - |
| Institutul Astronomic                                                                 | București   | http://www.astro.ro |
| Institutul de Arheologie „Vasile Pârvan”                                              | București   | http://www.instarhparvan.ro Arhivat în 11 februarie 2021, la Wayback Machine. |
| Institutul de Arheologie                                                              | Iași        | http://www.arheo.ro |
| Institutul de Arheologie și Istoria Artei                                             | Cluj-Napoca | - http://www.institutarheologie-istoriaarteicj.ro |
| Institutul de Biochimie                                                               | București   | http://www.biochim.ro |
| Institutul de Biologie                                                                | București   | http://www.ibiol.ro |
| Institutul de Biologie și Patologie Celulară „Nicolae Simionescu”                     | București   | http://www.icbp.ro |
| Institutul de Calcul „Tiberiu Popoviciu”                                              | Cluj-Napoca | http://www.ictp.acad.ro |
| Institutul de Cercetare a Calității Vieții                                            | București   | - |
| Institutul de Cercetări Antropologice „Francisc I. Rainer”                            | București   | http://www.antropologia.ro |
| Institutul de Cercetări Economice și Sociale „Gheorghe Zane”                          | Iași        | http://www.ices.ro Arhivat în 6 aprilie 2010, la Wayback Machine. |
| Institutul de Cercetări pentru Inteligență Artificială                                | București   | http://www.racai.ro |
| Institutul de Cercetări Juridice                                                      | București   | http://www.icj.ro |
| Institutul de Cercetări Socio-Umane „C. S. Nicolaescu Plopșor”                        | Craiova     | - |
| Institutul de Cercetări Socio-Umane                                                   | Cluj-Napoca | http://www.dntcj.ro/icsu Arhivat în 1 septembrie 2003, la Wayback Machine. |
| Institutul de Cercetări Socio-Umane                                                   | Sibiu       | http://www.icsusib.ro |
| Institutul de Cercetări Socio-Umane „Titu Maiorescu”                                  | Timișoara   | - |
| Institutul de Cercetări Socio-Umane „Gh. Șincai”                                      | Târgu Mureș | - |
| Institutul de Chimie Timișoara al Academiei Române                                    | Timișoara   | http://acad-icht.tm.edu.ro |
| Institutul de Chimie Fizică „Ilie. G. Murgulescu”                                     | București   | http://www.icf.ro |
| Institutul de Chimie Macromoleculară „Petru Poni”                                     | Iași        | http://www.icmpp.tuiasi.ro Arhivat în 20 ianuarie 2004, la Wayback Machine. |
| Institutul de Economie Agrară                                                         | București   | - |
| Institutul de Economie Mondială „Costin Murgescu”                                     | București   | http://www.iem.ro |
| Institutul de Economie Națională                                                      | București   | - |
| Institutul de Etnografie și Folclor „Constantin Brăiloiu”                             | București   | http://www.academiaromana.ro/ief |
| Institutul de Filologie Română „Al. Philippide”                                       | Iași        | http://www.iit.tuiasi.ro/philippide/ Arhivat în 2 noiembrie 2007, la Wayback Machine.                                                                                               |
| Institutul de Filosofie și Psihologie „Constantin Rădulescu Motru”                    | București   | http://ifilosofie.uv.ro, http://ipsihologie.uv.ro/index.htm |
| Institutul de Geodinamică „Sabba S. Ștefănescu”                                       | București   | http://www.geodin.ro/ |
| Institutul de Geografie                                                               | București   | - |
| Institutul de Informatică Teoretică                                                   | Iași        | http://iit.academiaromana-is.ro/ |
| Institutul de Istorie „Nicolae Iorga”                                                 | București   | http://www.iini.ro/ |
| Institutul de Istorie „George Barițiu”                                                | Cluj-Napoca | http://www.history-cluj.ro |
| Institutul de Istorie „A. D. Xenopol”                                                 | Iași        | http://www.academiaromana-is.ro/adxenopol/ Arhivat în 22 octombrie 2012, la Wayback Machine. - http://iit.iit.tuiasi.ro/adxenopol/ Arhivat în 5 februarie 2011, la Wayback Machine. |
| Institutul de Istoria Artei „George Oprescu”                                          | București   | - |
| Institutul de Istorie a Religiilor                                                    | București   | http://www.ihr-acad.ro |
| Institutul de Istorie și Teorie Literară „G. Călinescu”                               | București   | http://www.institutulcalinescu.ro/ Arhivat în 14 iunie 2012, la Wayback Machine. |
| Institutul de Lingvistică „Iorgu Iordan - Alexandru Rosetti”                          | București   | http://www.lingv.ro |
| Institutul de Lingvistică și Istorie Literară „Sextil Pușcariu”                       | Cluj-Napoca | http://www.inst-puscariu.ro/ |
| Institutul de Mecanica Solidelor                                                      | București   | http://www.imsar.ro |
| Institutul de Matematică „Simion Stoilow”                                             | București   | http://www.imar.ro |
| Institutul de Matematică „Octav Mayer”                                                | Iași        | - |
| Institutul Național de Cercetări Economice "Costin C. Kirițescu"                      | București   | http://www.ince.ro |
| Institutul Național de Diabet, Nutriție și Boli Metabolice "Prof. Dr. N. C. Paulescu" | București   | http://www.paulescu.ro |
| Institutul Național pentru Studiul Totalitarismului                                   | București   | http://www.totalitarism.ro/ |
| Institutul de Prognoză Economică                                                      | București   | http://www.ipe.ro |
| Institutul de Psihologie „Mihai Ralea”                                                | București   | - |
| Institutul de Sociologie „Dimitrie Gusti”                                             | București   | - |
| Institutul de Speologie „Emil Racoviță”                                               | București   | http://www.iser.ro |
| Institutul de Statistică Matematică și Matematică Aplicată „Gh. Mihoc - Caius Iacob”  | București   | http://www.csm.ro |
| Institutul de Științe Politice și Relații Internaționale                              | București   | http://www.ispri.ro |
| Institutul de Studii Sud-Est Europene                                                 | București   | http://www.acadsudest.ro |
| Institutul de Virusologie „Ștefan S. Nicolau”                                         | București   | http://www.virology.ro |

### Centre
| Instituție                                                          | Localitate | Sit oficial                                                               |
| ------------------------------------------------------------------- | ---------- | ------------------------------------------------------------------------- |
| Centrul de Cercetări Demografice „Vladimir Trebici”                 | București  | -                                                                         |
| Centrul de Cercetări Financiare și Monetare „Victor Slăvescu”       | București  | -                                                                         |
| Centrul de Cercetări pentru Oenologie                               | București  | http://www.oenologie.dap.ro Arhivat în 6 august 2010, la Wayback Machine. |
| Centrul de Cercetări Tehnice Fundamentale și Avansate               | Timișoara  | -                                                                         |
| Centrul de Chimie Organică „Costin D. Nenițescu”                    | București  | http://www.cco.ro                                                         |
| Centrul de Economie a Industriei                                    | București  | -                                                                         |
| Centrul de Imunologie                                               | București  | -                                                                         |
| Centrul de Istorie și Civilizație Europeană                         | Iași       | -                                                                         |
| Centrul pentru Noi Arhitecturi Electronice                          | București  | -                                                                         |
| Centrul de Studii Avansate în Fizică                                | București  | -                                                                         |
| Institutul „Bucovina”                                               | Rădăuți    | institutulbucovina.ro/web                                                 |
| Centrul de Studii Interdisciplinare „Silviu Dragomir”               | Oradea     | -                                                                         |
| Centrul European de Studii în Probleme Etnice și Comunicare Socială | București  | -                                                                         |
| Centrul Român de Economie Comparată și Consensuală                  | București  | -                                                                         |
| Laboratorul de Chimie Anorganică                                    | Timișoara  | -                                                                         |

### Fundații
| Instituție                                | Localitate | Sit oficial                                                           |
| ----------------------------------------- | ---------- | --------------------------------------------------------------------- |
| Fundația Națională pentru Știință și Artă | București  | http://www.academiaromana.ro/fnsa                                     |
| Fundația Familiei „Menachem H. Elias”     | București  | http://www.elias.ro Arhivat în 10 februarie 2010, la Wayback Machine. |
| Fundația Europeană „Titulescu”            | București  | -                                                                     |